# مجموعة الموردين النوويين
مجموعة الموردين النووية (بالإنجليزية: Nuclear Suppliers Group ) ويشار لها اختصارًا بـ (NSG) هي منظمة دولية تسعى لمنع انتشار الأسلحة النووية من خلال التحكم في تصدير المواد والمعدات التكنولوجيا التي يمكن استخدامها لتصنيع الأسلحة النووية.

## تأسيس
تأسست مجموعة الموردين النووية في 1974  واجتمعت لأول مرة في 1975، وقررت الدول الموقعة على معاهدة الحد من انتشار الأسلحة النووية إلى زيادة القيود عللى تصدير المعدات أو المواد أو التكنولوجيا النووية لمنع الدول التي لم توقع على معاهدة عدم انتشار الأسلحة النووية من امتلاك السلاح النووي.
وأسفرت سلسلة من الاجتماعات في لندن من عام 1975 إلى عام 1978 عن اتفاقات بشأن المبادئ الاساسية للتصدير وصدرت قائمة بالمواد والمعدات التكنولوجيا التي تم حظر تصديرها
وعلى خلفية حرب الخليج الأولى تم تشديد تصدير ما يسمى بالمعدات ذات الاستخدام المزدوج وفي 1991 وافقت الدول الاعضاء على على تشديد حظر تصدير بعض المواد التي ممكن استفاده منها بتصنيع السلاح النووي.

## التاريخ
تأسست مجموعة (إن-إس-جي) كرد فعل على التجارب النووية الهندية في مايو 1974 واجتمعت لأول مرة في نوفمبر 1975. أثبت الاختبار أن بعض التكنولوجيا النووية غير المتعلقة بالأسلحة يمكن أن تتحول بسهولة إلى تطوير الأسلحة. ووقعت الدول بالفعل على معاهدة الحد من انتشار الأسلحة النووية (إن-بّي-تي) بالإضافة لتأييدها الحاجة إلى المزيد من تقييد تصدير المعدات أو المواد أو التكنولوجيا النووية. توجد ميزة أخرى تتمثل في إمكانية انضمام دول غير أعضاء في معاهدة عدم انتشار الأسلحة النووية وغير الأعضاء في لجنة زانغر، مثل فرنسا بشكل محدد.
أسفرت سلسلة من الاجتماعات التي حدثت في لندن من عام 1975 إلى عام 1978 عن اتفاقيات بشأن المبادئ التوجيهية للتصدير، وقد نُشرت كـ INFCIRC /254 (بشكل أساسي «قائمة الزناد» من زانغر) من قبل الوكالة الدولية للطاقة الذرية. لا يمكن تصدير المواد المدرجة في القائمة إلى الدول غير النووية إلا في حال اتُفق على بعض ضمانات الوكالة الدولية للطاقة الذرية أو في حالة وجود ظروف استثنائية تتعلق بالسلامة.
قُرر اسم «نادي لندن» بسبب سلسلة الاجتماعات التي حدثت في لندن. أُشير إليها أيضًا باسم مجموعة لندن، أو مجموعة موردي لندن.
لم تجتمع (إن-إس-جي) مرة أخرى حتى عام 1991. وبقيت «قائمة الزناد» على حالها حتى عام 1991، على الرغم من تحديث قائمة زانغر بانتظام. أدى الكشف عن برنامج الأسلحة العراقية في أعقاب حرب الخليج الأولى إلى التشديد على تصدير ما يسمى بالمعدات ذات الاستخدام المزدوج. ، وافقت الحكومات الستة والعشرون المشاركة في الاجتماع الذي عُقد في لاهاي في مارس 1991 والذي كان الاجتماع الأول بعد الاجتماع الذي عُقد عام 1978، على التغييرات التي نُشرت على أنها «قائمة الاستخدام المزدوج» في عام 1992، وكذلك على تمديد القائمة الأصلية لتصبح أكثر توافقا مع قائمة زانغر الحديثة.

## الحكومات المشاركة
تضمنت (إن-إس-جي) في البداية سبع حكومات مشاركة وهم: كندا وألمانيا الغربية وفرنسا واليابان والاتحاد السوفيتي والمملكة المتحدة والولايات المتحدة. توسع عدد المشاركين في عام 1976-1976 ليصبح 15 بعد قبول بلجيكا وتشيكوسلوفاكيا وألمانيا الشرقية وإيطاليا وهولندا وبولندا والسويد وسويسرا. لُم شمل ألمانيا في عام 1990 في حين انفصلت تشيكوسلوفاكيا إلى جمهورية التشيك وسلوفاكيا في عام 1993. وانضمت اثنتا عشرة دولة أخرى حتى عام 1990. مُنحت عدد من الجمهوريات السابقة في أعقاب انهيار الاتحاد السوفيتي صفة مراقب كمرحلة نحو العضوية المستقبلية. أصبحت الصين حكومة مشاركة في عام 2004. تشارك المفوضية الأوروبية ورئيس لجنة زانغر بصفة مراقب. ترأست دولة لاتفيا مجموعة (إن-إس-جي) في 2018-2019.
تتكون المنطمة من 48 دولة 
- الأرجنتين
- أستراليا
- النمسا
- روسيا البيضاء
- بلجيكا
- البرازيل
- بلغاريا
- كندا
- الصين
- كرواتيا
- قبرص
- التشيك
- الدنمارك
- استونيا
- فنلندا
- فرنسا
- ألمانيا
- اليونان
- اليونان
- أيسلندا
- أيرلندا
- إيطاليا
- اليابان
- كازاخستان
- لاتفيا
- ليتوانيا
- لوكسمبورغ
- مالطا
- المكسيك
- هولندا
- نيوزيلاندا
- النرويج
- بولندا
- البرتغال
- رومانيا
- روسيا
- صربيا
- سلوفاكيا
- سلوفينيا
- جنوب أفريقيا
- كوريا الجنوبية
- إسبانيا
- السويد
- سويسرا
- تركيا
- أوكرانيا
- المملكة المتحدة
- الولايات المتحدة

## الدول المرشحة من أجل المشاركة

### الهند
أعلن الرئيس الأمريكي باراك أوباما دعم الولايات المتحدة لمشاركة الهند في مجموعة موردي المواد النووية واتفاق واسينار ومجموعة أستراليا ونظام مراقبة تكنولوجيا الصواريخ «بطريقة تدريجية» خلال زيارة رسمية للهند في نوفمبر 2010، وأعرب عن تشجيعه على تطوير معايير مشاركة النظام من أجل تحقيق هذه الغاية، «بما يتفق مع الحفاظ على المبادئ الأساسية لهذه الأنظمة».
أعرب الرئيس الفرنسي ساركوزي أيضًا خلال زيارة إلى الهند في ديسمبر 2010 عن دعم بلاده إدراج الهند في مجموعة موردي المواد النووية. كانت المملكة المتحدة من المؤيدين لإدراج الهند في مجموعة موردي المواد النووية لفترة طويلة. خلال زيارة إبان اليوم الوطني للهند في يناير 2015، قال أوباما إن الهند مستعدة لعضوية (إن-إس-جي). مثلما عرض الرئيس الروسي فلاديمير بوتين دعمًا غير مشروط لدخول الهند إلى مجموعة موردي المواد النووية.
أعلنت سويسرا أيضًا عن دعمها لعضوية الهند في المجموعة المكونة من 48 عضوًا في 6 يونيو 2016 أثناء زيارة رئيس الوزراء مودي إلى جنيف، بالإضافة لتأكيد الرئيس أوباما دعم الولايات المتحدة لعضوية الهند في (إن-إس-جي) في 8 يونيو 2016 أثناء زيارة رئيس الوزراء مودي واشنطن العاصمة. أعربت اليابان عن دعمها طلب الهند للحصول على عضوية مجموعة موردي المواد النووية.
وعلى الرغم من ذلك، عارضت الصين عضوية الهند مشيرة إلى عدم قبول باكستان في المجموعة. تضمنت الدول الأخرى التي تعارض العضوية الهندية في مجموعة موردي المواد النووية (إن-إس-جي) على أساس وضع معاهدة عدم الانتشار النووي للهند دول مثل نيوزيلندا وأيرلندا والنمسا.
حصلت الهند في يونيو 2016 على دعم من المكسيك في إطار محاولتها لتصبح عضوًا في مجموعة موردي المواد النووية قبل الجلسة العامة للكتلة المكونة من 48 دولة والتي يُسمح لأعضائها بالتعامل مع التكنولوجيا النووية وتصديرها. أكد رئيس الوزراء البريطاني ديفيد كاميرون لرئيس الوزراء ناريندرا مودي في 17 يونيو على «الدعم القوي» للمملكة المتحدة لمنح الهند عضوية (إن-إس-جي). في مقابلة أجريت معه في 18 يونيو، قال الرئيس الروسي فلاديمير بوتين إنه «يرحب» بانضمام الهند إلى (إن-إس-جي). ذكرت كندا في 20 يونيو إنه سيتم تعزيز دور (إن-إس-جي) بوجود الهند. كررت فرنسا دعمها للهند في 22 يونيو، وحثت جميع الأعضاء الـ 48 الآخرين في (إن-إس-جي) على السماح بدخول الهند. بقيت الصين معارضة للعضوية الهندية.
وافقت جنوب أفريقيا في يوليو 2016 على دعم انضمام الهند إلى (إن-إس-جي). وأكدت تركيا دعمها لعضوية الهند في أغسطس 2016. كررت أستراليا في 4 سبتمبر 2016 التزامها بعرض الهند للحصول على عضوية مجموعة موردي المواد النووية قبيل قمة مجموعة العشرين في هانغتشو في الصين. في 5 سبتمبر 2016، شكر رئيس الوزراء ناريندرا مودي الأرجنتين على دعمها ملف الهند.
أيدت البرازيل رسميًّا في 17 أكتوبر 2016 عقب قمة البريكس في بيناوليم في جوا، عرض الهند للحصول على عضوية (إن-إس-جي). في 26 أكتوبر 2016، صرح رئيس وزراء نيوزيلندا أن «ستواصل نيوزيلندا المساهمة البناءة في العملية الجارية حاليًا في (إن-إس-جي) من أجل النظر في عضوية الهند». أيدت بولندا وقبرص عرض الهند في أبريل 2017. أعادت ألمانيا تأكيد طلب عضوية الهند في (إن-إس-جي) في مايو 2017. بالإضافة لإبداء سويسرا دعمها لعضوية الهند في (إن-إس-جي)، وقال المتحدث باسم وزارة الخارجية السويسرية بيير آلان «إننا ندعم طلب الهند للمشاركة في (إن-إس-جي) ونعترف بدعم الهند لجهود عدم انتشار السلاح النووي العالمية». بعد الاجتماع الوزاري الخارجي الذي تضمن روسيا والهند والصين قالت روسيا إنها تواصل دعم انضمام الهند إلى مجموعة موردي المواد النووية الحصرية. واصفًا الهند بأنها «قوة رائدة» في منطقة المحيط الهادئ الهندية، أكد مبعوث واشنطن إلى نيودلهي، كينيث جوستر مجددًا دعمه لمحاولة الهند الدخول في مجموعة (إن-إس-جي) في يناير 2018. رحبت بلدان الشمال الأوروبي في البيان الصحفي المشترك لقمة الهند ودول الشمال الأوروبي بطلب الهند لعضوية مجموعة موردي المواد النووية وأكدت من جديد التزامها بالعمل بشكل بنّاء ضمن المجموعة بهدف التوصل إلى نتيجة إيجابية في أقرب فرصة في أبريل 2018. أيدت ألمانيا في 16 أبريل 2018 عرض الهند للحصول على عضوية (إن-إس-جي) قائلة إن إدراج الهند في مجموعة (إن-إس-جي) سيعزز النظام العالمي لمراقبة الصادرات. أكد مجددًا التزامهم بالجهود العالمية لمنع الانتشار النووي، وأكد رئيس الوزراء كونتي مجددًا دعم إيطاليا لجهود الهند المكثفة من أجل الانضمام إلى مجموعة موردي المواد النووية (إن-إس-جي) في أكتوبر 2018 خلال النسخة الرابعة والعشرين لقمة التكنولوجيا بين الهند وإيطاليا.